# La fuente envenenada
La fuente envenenada es una novela del escritor uruguayo Alberto Nin Frías, publicada por primera vez en 1911. Es una obra característica del amor homoerótico. 

## Argumento
Jorge y Sordello son dos amigos que viven en París, encandilados por la capital francesa y su cultura. Sordello disfruta de la parte más artística, mientras que Jorge prefiere perderse entre los brazos de una mujer.
La obra se inicia cuando una de ellas, Andrée, lanza una maldición sobre Jorge de la Torre, un hombre que no se ata a ninguna mujer y que prefiere vivir la vida rodeado de amantes. Esta maldición es el principio de la desdicha de Jorge, pues en vez de atacarle a él directamente, se lanza sobre Sordello, su fiel amigo.
Cuando la enfermedad de Sordello amenaza con acabar con él, los dos viajan desde París hasta Davos, Suiza, para tratar al enfermo con los mejores cuidados de la época.
Durante su estancia en Davos, los amigos viven el acercamiento que ambos han temido durante toda su vida. Las batallas entre lo celestial y lo carnal son un tira y afloja que se encuentran constantemente en la trama.
Finalmente, Sordello perece ante la enfermedad, pero deja una carta a su adorado amigo en la que todos sus sentimientos se ven reflejados y sale a la luz la conexión que ambos vivían sin atreverse a confesar.
Jorge termina casándose con la hermana de Sordello para tenerlo de alguna manera más cerca de él.

## Personajes
- Jorge de la Torre. Un joven conquistador y amante del arte. Vive en París y se deleita en cultivar su intelectualidad a través del arte y la literatura, que compagina con una vida desenfrenada. Es amigo de Sordello Andrea y se traslada a Suiza cuanto este cae enfermo.
- Sordello Andrea. Amigo de Jorge de la Torre. Es un joven tímido e inseguro, pero apasionado del arte, la literatura y la música. Es un joven reflexivo que se hace preguntas sobre la vida y la fe, a pesar de ser creyente. Cuando enferma ingresa en un sanatorio en Davos (Suiza) con Jorge, donde pasa sus últimos días.
- Andrée. Una prostituta y antigua amante de Jorge de la Torre. Furiosa por el desprecio de este, decide vengarse de él y acude a una adivina para que le eche una maldición al joven, pero que en su lugar recae sobre Sordello.
- Lionel Eroll. Un joven pastor de treinta años, alto y fornido, procedente de Estados Unidos que se encuentra en Davos reemplazando a un amigo. De inteligencia viva, destaca por su sinceridad y su fe. Conversa con Sordello Andrea sobre cuestiones religiosas cuando este se encuentra en el sanatorio y reconforta a Jorge en el entierro de su amigo.

## Ediciones
- La fuente envenenada, Uruguay, Orsini Bertani, 1911.
- La fuente envenenada, en La novela del Renacimiento, España, F. Sempere&Co., 1911.
- La fuente envenenada, en La Novela de Hoy, Rosario de Santa Fe, 1922.
- La fuente envenenada, Buenos Aires, Biblioteca Ramos Mejía, 1923.
- La fuente envenenada, España, Libros de la Ballena, 2020. ISBN 978-84-8344-745-1, prólogo por Luisgé Martín.